# San Pier Damiani
San Pier Damiani ist eine römisch-katholische Pfarrkirche und Titeldiakonie im römischen Stadtteil Acilia Sud.

## Geschichte
Die Pfarrei wurde am 9. Februar 1962 durch einen Erlass von Kardinalvikar Clemente Micara gegründet und dem Klerus des Bistums Rom zur Betreuung überlassen. Die Kirche wurde nach Plänen von Attilio Spaccarelli gebaut und im März 1970 eröffnet. 1973 wurde sie von Papst Paul VI. zur Titeldiakonie mit dem Namen San Pier Damiani ai Monti di San Paolo erhoben.
Das Eindringen von Wasser, die Alterung der Baustoffe und statische Probleme machten eine Renovierung im Jahre 1998 notwendig, bei der das Dach abgesenkt wurde. Am 8. Juni 2002 wurde die bis dahin ungeweihte Kirche vom römischen Weihbischof Rino Fisichella geweiht.
Die Kirche wurde von Papst Paul VI. anlässlich des 900. Todestags des heiligen Petrus Damiani, des Kirchenpatrons, besucht. Am 13. März 1988 tat es ihm Papst Johannes Paul II. und am 21. Mai 2017 Papst Franziskus gleich.
Kardinalpriester pro hac vice ist seit 24. Februar 2009 Agostino Kardinal Vallini, der hier ab 24. März 2006 Kardinaldiakon gewesen war.

## Kardinaldiakone
- San Pier Damiani ai Monti di San Paolo (Kardinalstitel)